# Игенче (Альшеевский район)
Игенче (баш. Игенсе) — деревня в Альшеевский район Республики Башкортостан России. Входит в Абдрашитовский сельсовет. 

## История
Статус деревня посёлок приобрёл согласно Закону Республики Башкортостан от 20 июля 2005 года N 211-з «О внесении изменений в административно-территориальное устройство Республики Башкортостан в связи с образованием, объединением, упразднением и изменением статуса населенных пунктов, переносом административных центров», ст.1

6. Изменить статус следующих населенных пунктов, установив тип поселения — деревня:

…

2) в Альшеевском районе:

л) поселка Игенче Абдрашитовского сельсовета

## Население
| 2002 | 2009 | 2010 |
| ---- | ---- | ---- |
| 80   | ↘72  | ↘56  |

Национальный состав
Согласно переписи 2002 года, преобладающие национальности — татары (36 %), башкиры (44 %).

## Географическое положение
Расстояние до:
- районного центра (Раевский): 32 км,
- центра сельсовета (Абдрашитово): 12 км,
- ближайшей железнодорожной станции (Раевка): 32 км.